# Polypodium echinolepis
Polypodium echinolepis là một loài thực vật có mạch trong họ Polypodiaceae. Loài này được Fée miêu tả khoa học đầu tiên năm 1857.